# Elezioni parlamentari in Norvegia del 1985
Le elezioni parlamentari in Norvegia del 1985 si tennero l'8-9 settembre per il rinnovo dello Storting.

## Risultati
| Liste                             | Voti      | %     | Seggi |
| --------------------------------- | --------- | ----- | ----- |
| Partito Laburista Norvegese       | 1 061 712 | 40,81 | 71    |
| Høyre                             | 791 537   | 30,42 | 50    |
| Partito Popolare Cristiano        | 214 969   | 8,26  | 16    |
| Partito di Centro                 | 171 770   | 6,60  | 12    |
| Partito Socialista di Sinistra    | 141 950   | 5,46  | 6     |
| Partito del Progresso             | 96 797    | 3,72  | 2     |
| Venstre                           | 81 202    | 3,12  | –     |
| Alleanza Elettorale Rossa         | 14 818    | 0,57  | –     |
| Partito Popolare Liberale         | 12 958    | 0,50  | –     |
| Partito dei Pensionati            | 7 846     | 0,30  | –     |
| Partito Comunista di Norvegia     | 4 245     | 0,16  | –     |
| Lista di Sunnmøre                 | 1 432     | 0,06  | –     |
| Rappresentanti Eletti Liberamente | 241       | 0,01  | –     |
| Lista Apartitica                  | 240       | 0,01  | –     |
| Partito dei Cittadini             | 100       | 0,00  | –     |
| Totale                            | 2 601 817 | 100   | 157   |